# 雷埃爾敦 (阿拉巴馬州)
雷埃爾敦（英語：Reeltown）是位於美國阿拉巴馬州塔拉普薩縣的一個非建制地區和人口普查指定地區。根據2010年美國人口普查，該地人口為766人，而該地的面積約為19.62平方千米。

## 地理
雷埃爾敦的座標為32°36′13″N 85°48′19″W / 32.60361°N 85.80528°W，而該地最高點為海拔高度190米（即620英尺）。